# راسلمينيا 21
راسلمينيا 21 هو المهرجان الحادي والعشرون من مهرجانات راسلمينيا الذي يقدمه مؤسسة الدبليو دبليو إي جرى عرضه في 3 أبريل 2005 في ساحة تستيبلز سنتر في مدينة لوس أنجلوس بولاية كاليفورنيا .

## المباريات والنتائج
| رقم المباراة | المباراة                                                        | شرط المباراة                         |
| ------------ | --------------------------------------------------------------- | ------------------------------------ |
| 1            | ايدج يهزم كريس بنوا وكريس جيريكو وكريستيان وكين وشيلتون بنجامين | مباراة ماني إن ذا بانك               |
| 2            | اندرتيكر يهزم راندي اورتن                                       | مباراة فردية                         |
| 3            | تريش ستراتس تهزم كريستي هيمي                                    | مباراة علي بطولة السيدات             |
| 4            | كيرت أنغل يهزم شون مايكلز                                       | مباراة فردية                         |
| 5            | اكيبونو يهزم بيج شو                                             | مباراة سومو                          |
| 6            | جون سينا يهزم جي بي ال                                          | مباراة علي بطولة دبليو دبليو اي      |
| 7            | باتيستا يهزم تريبل إتش                                          | مباراة علي بطولة العالم للوزن الثقيل |
| 8            | ري ميستيريو يهزم إدي غيريرو                                     | مباراة فردية                         |
| 9            | باتل رويال                                                      | الفائز بوكر تي                       |

## روابط خارجية
- راسلمينيا 21 على موقع IMDb (الإنجليزية)
- راسلمينيا 21 على موقع قاعدة بيانات الفيلم (الإنجليزية)
- راسلمينيا 21 على موقع كينوبويسك (الروسية)

- Official website of WrestleMania 21
- WrestleMania 21 Highest Grossing WWE Event Ever at Staple Center in Los Angeles as Record 20,193 Attend Annual Pop Culture Extravaganza